# 開発インターチェンジ
開発インターチェンジ（かいはつインターチェンジ）制度とは、供用中または建設中の高速道路において、地元自治体が造る第三セクターや公社が資金を供出して公団にインターチェンジ（IC）建設を委託する制度である。都市開発事業や工業団地造成事業の開発者がインターチェンジを建設することで、開発地の付加価値を高め、交通網整備や周辺の開発を促し地域開発に寄与することを目的としている。
従来、日本道路公団の資金によって建設されていたICに対して、地域振興を目的として地元の要望によって造られるもので、NTT株の売却益を財源として1987年（昭和62年）に制度が創設され、1989年（平成元年）に事業着手された。事業資金の47.5％を地元が負担し、残りの52.5％が無利子貸付金の対象となり、周辺の開発事業の収益から20年で貸付金を償還する。
高速自動車網との直結によって都市開発事業や工業団地造成事業で造成した土地の利便性が高まれば、土地価格を高く設定できるという利点がある。しかし、美祢西ICのように開発者（美祢南部開発）が破綻した例もある。

## 一覧
| 道路名             | 名称           | 開発者                               |
| ------------------ | -------------- | ------------------------------------ |
| 東北自動車道       | 北上金ヶ崎IC   | 北上南部開発株式会社                 |
| 常磐自動車道       | 日立中央IC     | 日立市住宅・都市整備公社             |
| 磐越自動車道       | 郡山東IC       | 郡山東部開発株式会社                 |
| 磐越自動車道       | 磐梯河東IC     | 磐梯リゾート開発株式会社             |
| 磐越自動車道       | 三川IC         | 株式会社阿賀高原開発                 |
| 日本海東北自動車道 | 庄内空港IC     | 庄内臨空開発株式会社                 |
| 関越自動車道       | 嵐山小川IC     |                                      |
| 関越自動車道       | 昭和IC         | 利根昭和インターチェンジ開発株式会社 |
| 関越自動車道       | 堀之内IC       | 奥只見道光高原リゾート株式会社       |
| 上信越自動車道     | 東部湯の丸IC   | 浅間山麓総合開発株式会社             |
| 東名高速道路       | 横浜青葉IC     | 都市基盤整備公団                     |
| 東名高速道路       | 相良牧之原IC   | 牧之原総合開発公社                   |
| 東名高速道路       | 掛川IC         | 小笠山麓開発株式会社                 |
| 東名高速道路       | 磐田IC         | 磐田原総合開発株式会社               |
| 東名高速道路       | 東名三好IC     | 株式会社名古屋東部開発センター       |
| 北陸自動車道       | 富山西IC       | 富山ウエスト開発株式会社             |
| 東海北陸自動車道   | ぎふ大和IC     | 郡上大和総合開発株式会社             |
| 東海北陸自動車道   | 高鷲IC         | 株式会社イーグル                     |
| 伊勢自動車道       | 一志嬉野IC     | 三重中部総合開発株式会社             |
| 関西空港自動車道   | 上之郷IC       | 株式会社泉佐野コスモポリス           |
| 中国自動車道       | ひょうご東条IC | 都市基盤整備公団                     |
| 中国自動車道       | 作東IC         |                                      |
| 中国自動車道       | 美祢西IC       | 美祢南部開発株式会社                 |
| 山陽自動車道       | 本郷IC         | 広島空港ビルディング株式会社         |
| 播磨自動車道       | 播磨新宮IC     | 兵庫県住宅供給公社                   |
| 九州自動車道       | 新門司IC       | 北九州市土地開発公社                 |
| 九州自動車道       | 筑紫野IC       | 筑紫の国開発株式会社                 |
| 九州自動車道       | 広川IC         | 筑後中部地域開発株式会社             |
| 九州自動車道       | 益城熊本空港IC | 熊本県土地開発公社                   |